# جيوفاني فونتانا
جيوفاني فونتانا (بالإيطالية: Giovanni Fontana)‏ هو شاعر إيطالي، ولد في 27 يونيو 1946 في فروزينوني في إيطاليا.